# Ustrój polityczny Kirgistanu
Ustrój polityczny Kirgistanu
Konstytucja Republiki Kirgiskiej obowiązująca od 2010 r. stanowi, iż Kirgistan jest demokratycznym, świeckim państwem prawa o ustroju republikańskim. Władza zwierzchnia należy do narodu, sprawującego ją bezpośrednio i przez system organów państwowych oraz samorządowych. Ustrój polityczny można określić jako republikę parlamentarną.

## Władza ustawodawcza
Silną pozycję w państwie posiada parlament – Dżokorku Kenesz (Rada Najwyższa). Władza ustawodawcza jest jednoizbowa, zasiada w niej 120 deputowanych, wybieranych na 5-letnią kadencję, w oparciu o ordynację proporcjonalną z list partyjnych. Uchwala on konstytucję i ustawy. Parlament powołuje rząd, wyraża wotum nieufności, odwołuje poszczególnych ministrów bądź cały gabinet.

## Władza wykonawcza
Naczelnym organem władzy wykonawczej jest Rada Ministrów, na czele której stoi premier. Strukturę rządu określa premier. Rząd odpowiada za prowadzenie polityki gospodarczej, obronnej, socjalnej, kwestie edukacji, zdrowia etc.
Na system polityczny kraju silny wpływ ma podział na kilkadziesiąt rodów/klanów Kirgistanu, na co nakłada się również silna identyfikacja geograficzna. Konflikty polityczne ostatniej dekady miały miejsce między przedstawicielami północy i biednego południa.
Funkcje władzy wykonawczej sprawują terenowe organy administracji państwowej działające na szczeblach obwodu i rejonu. Działalnością lokalnych organów administracji państwowej kierują gubernatorzy (w obwodach-regionach) i akimowie (w rejonach), mianowani na czteroletnią kadencję przez prezydenta. Są oni podporządkowani prezydentowi i Radzie Ministrów.

## Sądownictwo
Konstytucja Republiki Kirgiskiej gwarantuje obywatelom dochodzenie swoich praw przed sądem. Przepisy Konstytucji przewidują istnienie niezależnego sądownictwa, które stanowi odrębny człon władzy, funkcjonujący obok ustawodawczego i wykonawczego.
Na system sądownictwa składają się Sąd Najwyższy i sądy terenowe. W Sądzie Najwyższym działa izba konstytucyjna, która przejęła niektóre funkcje zniesionego reformą konstytucyjną Sądu Konstytucyjnego.